# Marco Aurélio Mário
Marco Aurélio Mário (em latim: Marcus Aurelius Marius) foi um imperador do Império das Gálias em 269, assumindo o trono logo após o assassinato de Póstumo (r. 260–269). Originalmente era artífice ou ferreiro de profissão, e foi nomeado pelos soldados de Póstumo em Mogoncíaco. Embora proclamado pelas tropas, Mário enfrentou oposição nas fileiras do exército. As fontes escritas indicam que governou por apenas dois ou três dias, mas a literatura moderna corrige esses valores para dois ou três meses, em vista da grande quantidade de moedas emitidas em seu nome. Ele foi assassinado por Vitorino (r. 269–271). Mário está listado como um dos Trinta Tiranos da História Augusta.

## Reinado

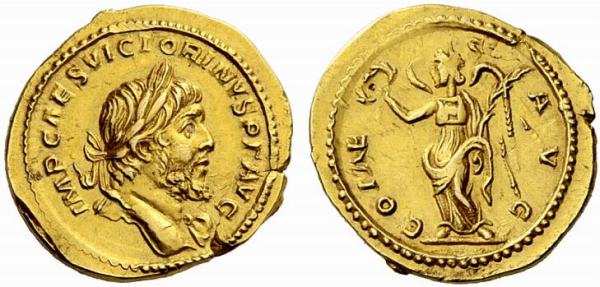
Áureo de Vitorino r.

As origens de Mário são desconhecidas, mas certamente eram humildes. Eutrópio afirma que era artífice de classe inferior, enquanto Polêmio Sílvio, Aurélio Victor e a História Augusta indicam que era ferreiro de profissão antes de ser soldado; por sua profissão, a História Augusta apelida-o "Mamúrio Vetúrio", ferreiro lendário da época do rei de Roma Numa Pompílio. As fontes literárias indicam que não tinha posição elevada no exército, tendo sido escolhido como sucessor no Império das Gálias em meio ao caos decorrente do assassinato do imperador Póstumo (r. 260–269). Para I. König, sua escolha pode ter sido influenciada por seu nome, Marco Aurélio Mário, que podia lembrar os dias felizes sob o imperador Marco Aurélio (r. 161–180). A História Augusta também o enumera entre os chamados Trinta Tiranos.
Mário estava presente no acampamento de Mogoncíaco (atual Mogúncia) quando Póstumo não permitiu que o exército saqueasse a cidade, que era a capital do rebelde Leliano. Enfurecidos, os soldados mataram o imperador na confusão que se seguiu e elegeram Mário para sucedê-lo. Ele foi o segundo imperador do Império das Gálias, e seu curto reinado foi consequência dos tumultos daquele momento. Além disso, estava em difícil posição em seus primeiros dias: precisava manter a lealdade das tropas de Póstumo que o proclamaram, bem como reconciliar-se com o resto do exército de Leliano. Sua primeira decisão foi, muito provavelmente, dar aval ao saque de Mogoncíaco. Então estabeleceu sua capital em Augusta dos Tréveros (atual Tréveris), onde usou a casa da moeda local para emitir suas moedas, e enviou a antiga casa da moeda de Leliano de Mogoncíaco para Colônia Agripina.
As fontes literárias concordam que Mário reinou por apenas dois ou três dias, até ser morto por uma espada que ele mesmo tinha fabricado, possivelmente em sua nova capital, e substituído pelo prefeito pretoriano de Póstumo, Vitorino. Mas esta tradição é talvez parcial ou totalmente incorreta. Tomando por base a quantidade de moedas que emitiu, um período mais correto seria de dois ou três meses. A História Augusta alega que seu assassinato foi motivado por razões de vingança privada e, após um atraso de dois dias, Vitorino sucedeu-o em Augusta dos Tréveros.

## Numismática

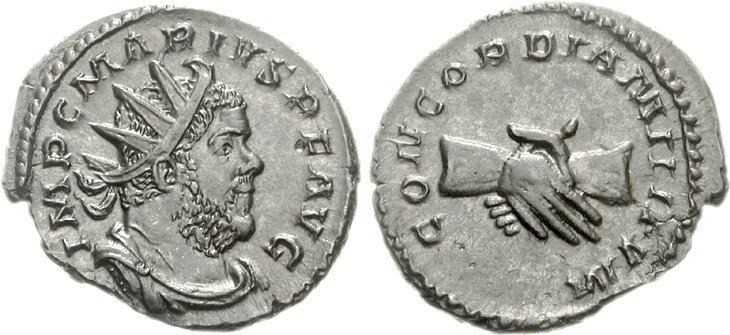
Antoniniano de Mário com o reverso da Concórdia

Com a pequena exceção de moedas cunhadas em Augusta dos Tréveros, suas moedas parecem ter sido emitidas em Mogoncíaco, usando matrizes dos reversos da cunhagem de Leliano. A cunhagem em ouro (áureos) e prata (antoninianos) enfatizou a harmonia militar e a lealdade com as legendas concordia militum (Concórdia dos Soldados) e fides militum (Lealdade dos Soldados). Sob Mário, os tipos de reverso expandiram muito em relação ao repertório de Leliano, e alguns de seus antoninianos foram reusados por Vitorino, que modificou ligeiramente seu retrato.